# Montmartin-le-Haut

Montmartin-le-Haut este o comună în departamentul Aube din nord-estul Franței. În 1 ianuarie 2022 avea o populație de 64 de locuitori.